# Thomas Douglas, 5. Earl of Selkirk

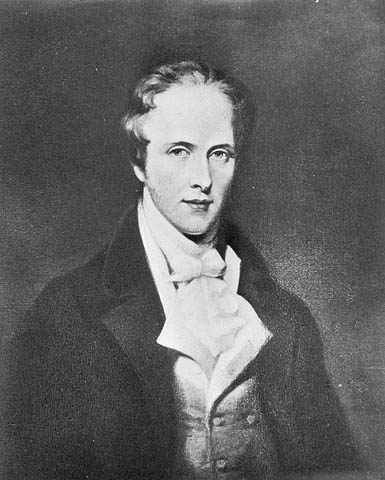
Thomas Douglas, 5. Earl of Selkirk

Thomas Douglas, 5. Earl of Selkirk (* 20. Juni 1771 auf St. Mary’s Isle, Kirkcudbrightshire, Schottland; † 8. April 1820 in Pau, Frankreich) war ein schottischer Philanthrop. Er wurde durch sein Engagement für die Ansiedlung landlos gewordener schottischer Bauern in der kanadischen Red-River-Kolonie bekannt.
Die kanadische Regierung, vertreten durch den für das Historic Sites and Monuments Board of Canada zuständigen Minister, ehrte Douglas am 20. Mai 1943 für sein Wirken bei der Besiedlung von Prince Edward Island sowie der Red-River-Kolonie und erklärte ihn zu einer „Person von nationaler historischer Bedeutung“.

## Leben

### Jugend
Thomas Douglas war der siebte Sohn von Helen Hamilton und Dunbar Douglas, 4. Earl of Selkirk. Mit 14 ging er an die Universität Edinburgh und studierte Geisteswissenschaften und Recht.
Nach dem Studium bereiste er 1792 die schottischen Highlands, das Leid der durch die Highland Clearances landlos gewordenen Bauern bewegte ihn sehr. Es folgten weitere Reisen durch Europa bis 1794, doch die Eindrücke aus den Highlands ließen ihn nicht los. Er beschäftigte sich in der Folge mit der britischen Schottland-Politik und begann, Gälisch zu lernen.
Mit sechs älteren Brüdern, von denen vier das Erwachsenenalter erreichten, hatte Thomas Douglas nie damit gerechnet, das Erbe seines Vaters anzutreten. Zwischen 1794 und 1797 starben aber alle vier Brüder, zwei an Gelbfieber in der Karibik, zwei an Tuberkulose. Als sein Vater 1799 dann auch noch verstarb, erbte er mit 28 Jahren nicht nur den Titel eines Earl of Selkirk, sondern auch ein Vermögen.

### Erste Siedler-Projekte in Kanada
Schon vor seinem unerwarteten Erbe hatte Selkirk Pläne zur Emigration landloser schottischer Bauern entwickelt, denen er so in ihrem Leid helfen und gleichzeitig die britischen Kolonien stärken wollte. Mit dem ihm nun zur Verfügung stehenden Vermögen begann er, seine Pläne in die Tat umzusetzen.
Im Winter 1801/1802 schlug er dem britischen Kolonialministerium vor, Aufständische der Irischen Rebellion von 1798 in den Kolonien am Red River anzusiedeln. Er hatte zuvor Irland bereist und hielt die Anführer der Rebellion für geeignete Führer neuer Kolonialsiedlungen. Er wurde aber immer wieder abgewiesen, da man Iren für allgemein unzuverlässig hielt und es viele allgemeine Bedenken gegen Auswanderung im großen Stil gab.
1803 konnte Selkirk dann aber mit schottischen Siedlern nach Prince Edward Island aufbrechen. Bis September hatte er seine Siedler glücklich untergebracht und bereiste dann Ontario, Neuengland und Québec. Er studierte aufmerksam Handel und Landwirtschaft der Region. Insbesondere die Fellhandelsgesellschaften erregten zuletzt sein Interesse, da er neben dem großen Einfluss, den sie besaßen, auch das ungeheure Potential ihres Landbesitzes (zusammen 2/3 der heutigen Fläche Kanadas, 20-mal die der BRD), insbesondere für seine Siedlungsvorhaben, erkannte.
1804 begann Selkirk dann mit der Arbeit an seinem zweiten Projekt in Baldoon am Detroit River im Süden Ontarios und übertrug Alexander McDonell die Verwaltung der Bauarbeiten sowie der neuen Siedlung selbst. Diese sollte sich jedoch weit weniger erfolgreich entwickeln als Selkirks erstes Projekt, was zum Teil auch den sumpfigen Böden der Gegend zugeschrieben wurde.

### Zurück in Europa
Selkirk selbst reiste kurz nach der Übergabe von Baldoon zurück nach Europa und veröffentlichte seine Ansichten und Erkenntnisse zu den Hochlandbauern und Emigration in dem Buch Observations on the present state of the Highlands of Scotland, with a view of the causes and probable consequences of emigration. Das Buch war überzeugend geschrieben und machte ihn berühmt. Seine sehr erfolgreiche Siedlung auf Prince Edward Island stützte seine Argumente, die aufkommenden Probleme in Baldoon blieben weitestgehend unbeachtet.
Selkirk sollte in der Folge zunächst Botschafter in Washington werden, und bekam dann ein Angebot für eine neue Siedlung von gut 1200 km² (300.000 acre) Land in New Brunswick. Doch in beiden Angelegenheiten wurde man sich letztlich nicht einig. 1806 wurde er als schottischer Representative Peer ins Oberhaus gewählt, am 24. November 1807 heiratete er Jean Wedderburn in Inveresk, Schottland. Die fortgesetzten Probleme in Baldoon schienen neue Projekte in Kanada auszuschließen, und Selkirk war so stark mit der britischen Politik beschäftigt, dass er alle Gedanken an Emigranten-Projekte vollkommen vergessen zu haben schien.

### Die Red-River-Kolonie

Fort Douglas in einer Zeichnung Lord Selkirks

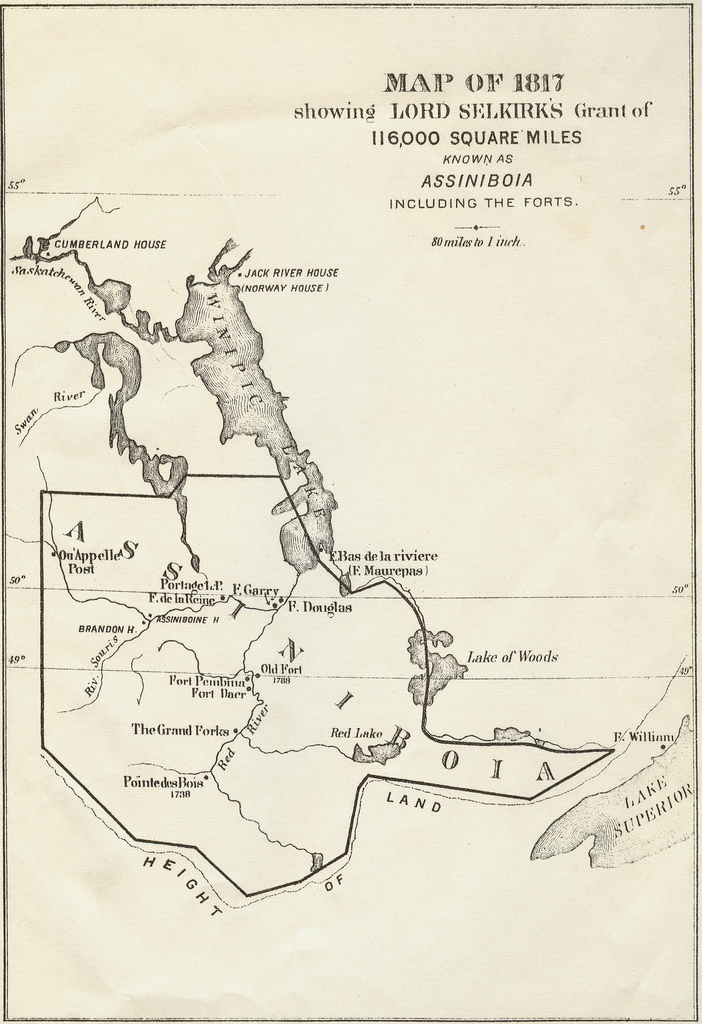
Selkirks Land „Assiniboia“, 1817

Mit den Napoleonischen Kriegen hatten sich die freien Märkte Europas gegen Ende des ersten Jahrzehnts des 19. Jahrhunderts aber so stark eingeschränkt, dass die Börsenkurse der Fellhandels-Gesellschaften mangels Absatzmarkt einbrachen. Selkirk schöpfte Hoffnung für sein erstes, nie verwirklichtes Vorhaben am Red River, das auf dem Gebiet der Hudson’s Bay Company (HBC) lag. Zusammen mit seinem Schwager Andrew Wedderburn und dessen Cousin John Halkett kaufte er 1808 Anteile an der HBC, und auch wenn es nicht zur Übernahme reichte, erwarben sie sich doch Gehör und Einfluss innerhalb der Gesellschaft. Selkirk wurde Mitglied des Verwaltungsrats.
Er brachte die Idee einer Kolonie am Red River ins Gespräch, die die Nahrungsversorgung der Felljäger vereinfachen und ihnen gleichzeitig als Altenteil angeboten werden sollte. Der Konkurrenz bei der North West Company (NWC) wurde zu spät klar, dass diese Kolonie ihre Existenz gefährden würde, da sie sie sowohl von ihren Konzessionsgebieten im Nordwesten als auch von ihren Proviantlieferanten, den am Red River siedelnden Métis, abschneiden würde. 1811 überließ die HBC Selkirk für den symbolischen Betrag von 10 Shilling ein Gebiet von 300.000 km² (116.000 Quadratmeilen) gegen die Zusage, dort landwirtschaftliche Ansiedlung voranzutreiben. Die Red-River-Kolonie war geboren.
1812 wurde Fort Douglas am Zusammenfluss von Assiniboine und Red River erbaut, in unmittelbarer Nähe vom Fort Gibraltar der NWC und im Mittelpunkt des Siedlungsgebiets der Métis. Miles Macdonell wurde von der HBC zum ersten Gouverneur von Assiniboia benannt, dem ersten Verwaltungsterritorium innerhalb der Red-River-Kolonie. Im Frühjahr 1813 verhängte er über die ganze Kolonie ein Ausfuhr-Verbot für Versorgungsgüter und verbot damit auch die Belieferung der NWC durch die Métis.
Die NWC fasste das als Kriegserklärung auf und brannte zusammen mit den Métis Fort Douglas und umliegende Wirtschaftsgebäude nieder, der Pemmikan-Krieg hatte begonnen. Zahlreiche Siedler zogen, von der NWC bestochen oder bedroht, in Richtung des heutigen Ontario, Zurückgebliebene wurden zuletzt gewaltsam vertrieben. Der Bitte Lord Selkirks an das Kolonialministerium um militärisches Eingreifen wurde nicht entsprochen. Zuletzt nahm die NWC Macdonell gefangen und überführte ihn nach Québec. 1815 konnte Fort Douglas aber wieder aufgebaut und einige schottische Emigranten wieder angesiedelt werden.
Nachdem weitere diplomatische Bemühungen erfolglos blieben, heuerte Selkirk im Frühjahr 1816 auf eigene Kosten 90 Soldaten an, während auch die NWC Verstärkung entsandte. Die NWC kam Selkirk zuvor und zerstörte Fort Douglas erneut. 20 Siedler und der neue Gouverneur von Assiniboia, Semple, wurden von NWC und Métis in der Schlacht von Seven Oaks getötet. Einige Siedler wurden im Handelsposten Fort William der NWC gefangen gehalten. Selkirk stürmte daraufhin Fort William und nahm seinerseits einige Mitglieder der NWC gefangen. Er schickte die meisten Gefangenen nach Montreal, übernahm in einem zweifelhaften Handel mit dem verbliebenen NWC-Mitglied Daniel McKenzie die Lagerbestände Fort Williams und beschloss, das Fort über den Winter besetzt zu halten. Damit hatte er seine Kompetenzen endgültig überschritten, verlor seine Glaubwürdigkeit als neutraler Vertreter friedlicher Besiedlung des Red River und damit die Unterstützung der Vertreter der Krone in Ontario.
Er verweigerte sich im Herbst zweimal der Inhaftierung durch Offizielle der Krone in Fort Williams. Als im Frühjahr Kräfte der NWC Fort William erreichten, hatte er es bereits Richtung Red River verlassen. Es folgten Soldaten der Krone unter William Bacheler Coltman, die am Red River wieder Ordnung herstellen sollten. HBC und NWC wurden als gleichermaßen schuldig in einem Handelskrieg angesehen, die Übergabe der Red-River-Kolonie an Selkirk nicht anerkannt. Die Besiedlung wurde als taktischer Zug im Handelskrieg bezeichnet, da man das Land als ungeeignet für Landwirtschaft betrachtete. Selkirk wurde für eine Kaution von 6.000 £ auf freien Fuß gesetzt und verpflichtet, in Montreal vor Gericht zu erscheinen. Beteiligte der Métis an der Schlacht von Seven Oaks konnten fliehen oder sich nach Zahlung kleinerer Kautionen in Red River dem Gericht entziehen. Auf Betreiben der NWC wurde der Prozess gegen Selkirk nach York (heute Toronto) in Ontario verlegt.

### Rückkehr nach Europa und Tod
Selkirk wurde krank, stellte sich aber dem Gericht in York. Der Prozess wurde zuletzt als gegenstandslos „sine die“ (ohne Termin) vertagt, d. h. eingestellt. Selkirk reiste zurück nach Großbritannien, um das Kolonialministerium anzurufen. Er verwaltete weiter seine Siedlungen in Prince Edward Island und Red River und erreichte eine Neubewertung des Vorgehens der NWC zu deren Nachteil seitens des Kolonialministeriums. Sein Gesundheitszustand besserte sich aber nicht dauerhaft. Seine Familie folgte ihm zuletzt, und sie zogen nach Pau in Südfrankreich, um Selkirks Gesundheit in einem besseren Klima wiederherzustellen. Nach zwischenzeitlicher Erholung verstarb er aber am 8. April 1820.

## Mitgliedschaften
1798 wurde er zum Mitglied (Fellow) der Royal Society of Edinburgh gewählt. 1808 wurde er in die Royal Society aufgenommen.